# Lisa Jacobs
Lisa Jacobs (1985) is een Nederlandse violiste.

## Opleiding
Vanaf haar achtste jaar studeerde Jacobs bij Joyce Tan aan het Utrechts Conservatorium, later vervolgde haar opleiding bij Ilya Grubert in Amsterdam. Ze studeerde er met een tien met onderscheiding af op zowel bachelor als masterniveau. Volgens de jury schoten superlatieven tekort om de beoordeling van haar spel te verwoorden. Zij was ook leerling van Christoph Poppen in München waar zij het Konzertexam met in juni 2009 afrondde. Jacobs werd verder muzikaal beïnvloed door violisten en pedagogen als Nelli Shkollnikova, Thomas Brandis, Ana Chumachenco en Maksim Vengerov. Ook was zij jarenlang op diens persoonlijk verzoek vaste gast in de openbare masterclasses van Herman Krebbers.

## Carrière
Op 17-jarige leeftijd maakte Lisa haar debuut bij het Koninklijk Concertgebouworkest onder leiding van Riccardo Chailly. Ze speelde sindsdien in alle grote concertzalen van Nederland en over de hele wereld op festivals in kamermuziekverband en als soliste. Ze won verscheidene eerste prijzen op (inter)nationale concoursen. Jacobs ontving beurzen in Nederland, Italië en Frankrijk. Ze trad op voor nationale en internationale televisie- en radiozenders, waaronder live op Nederland 2 tijdens het Hofvijverconcert 2009 en bij de opening van het Grachtenfestival in 2011. 
Ze soleerde onder andere bij Amsterdam Sinfonietta, Orkest van het Oosten, Holland Symfonia, Lithuanian Chamber Orchestra, Kiev State Symphony Orchestra, Georgian Sinfonietta, Lithuanian National Symphony Orchestra, Orquestra Sinfonica de Juanaguato Mexico, Orchestra Sinfonica Abruzesse, Sinfonia Rotterdam, Residentie Orkest, Joensuu City Orchestra en werkte samen met dirigenten als Neeme Järvi, Jurjen Hempel, Massimo Quarta, Conrad van Alphen, Otto Tausk, Dirk Brossé, Jan Willem de Vriend, Roberto Rizzi-Brignoli, Juozas Domarkas, Carlos Miguel Prieto en Toby Hoffman.

## Instrument
Jacobs bespeelt een viool van Francesco Ruggieri uit 1683. Deze viool is haar door een particulier ter beschikking gesteld, evenals de strijkstok die is vervaardigd door de Franse strijkstokkenbouwer Joseph Henry.

## Prijzen
Jacobs heeft diverse concoursen gewonnen, waaronder de Iordens Viooldagen,  het Prinses Christina Concours, in 2002 de Kersjes van de Groenekan Prijs en in 2005 zowel de juryprijs als de publiekspijs bij het concours genoemd naar Jascha Heifetz in Litouwen. In 2008 won ze de publieksprijs van het Grachtenfestival in Amsterdam.